# Fönster (datorgrafik)

fönster

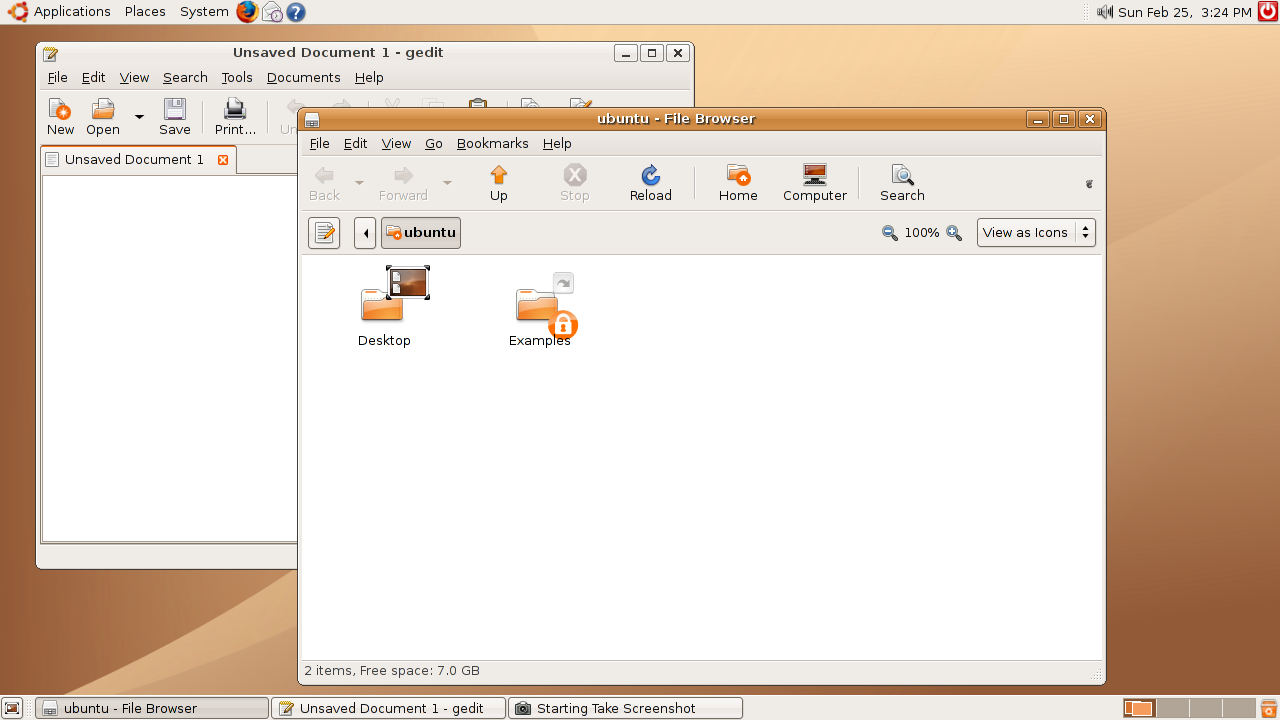
Skärmbild av Ubuntu med två öppna fönster

Ett fönster, engelska window, är en gränssnittsmetafor på en bildskärm som visar ett användargränssnitt för ett specifikt datorprogram eller en process.